# Il combattimento di Tancredi e Clorinda
Il combattimento di Tancredi e Clorinda  (SV 153) es una scena operística para tres voces compuesta en 1624 por Claudio Monteverdi, aunque muchos discrepan sobre cómo debe ser clasificada la obra.
En 1613, tras haber trabajado para los Gonzaga en Mantua, Claudio Monteverdi fue nombrado maestro de capilla de la  Basílica de San Marcos, en Venecia. Además de su trabajo en la iglesia, el compositor continuó escribiendo obras dramático-musicales, que se representaban en reuniones privadas, especialmente durante el Carnaval.
La pieza tiene un libreto tomado de la obra maestra poética de Torquato Tasso, La Gerusalemme Liberata ("Jerusalén liberada", Canto XII, 52-62, 64-68), un Romance ambientado en la Primera Cruzada. Il Combattimento se estrenó en 1624 en el palacio veneciano de Girolamo Mocenigo. Luego fue publicada como parte de su Octavo Libro de Madrigales (1638). Su prefacio explica claramente que se trata de una obra de teatro musical; su peso dramático recae sobre el papel del "testo", tenor que narra la trama de la aventura guerrera y amorosa de los protagonistas.
En Il Combattimento la orquesta y las voces forman dos entidades separadas. Las cuerdas se dividen en cuatro partes independientes en lugar de las usuales cinco – una innovación que no estaba generalmente adoptad por los compositores europeos hasta el siglo XVIII.
Il combattimento contiene uno de los usos más antiguos conocidos del pizzicato en la música barroca, en la que los intérpretes reciben la instrucción de bajar sus arcos y usar dos dedos de su mano derecha para pellizcar las cuerdas. También contiene uno de los primeros usos de un trémolo de cuerda, en que una nota particular se reitera como una forma de generar interés. Este último recurso era tan revolucionario que Monteverdi tuvo considerable dificultad consiguiendo que los intérpretes de su época lo interpretaran correctamente. Estas innovaciones, como la división de las cuerdas en cuatro partes, no se asumieron ni por los contemporáneos de Monteverdi ni por la generación posterior. 
Esta obra se representa poco; en las estadísticas de Operabase aparece la n.º 225 de las óperas representadas en 2005-2010, siendo la 66.ª en Italia y la cuarta de Monteverdi, con 12 representaciones en el período.

## Referencias

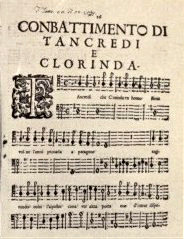
Comienzo de la obra.